# Polder van Berlicum
De Polder van Berlicum was een waterschap in de Nederlandse provincie Noord-Brabant. Het doel van de oprichting van het waterschap halverwege de 19e eeuw was de bescherming tegen overstromingen van de Maas.
Al in 1932 werd door de ingelanden van het waterschap een poging gedaan om het waterschap op te heffen. Zij moesten namelijk belasting betalen aan zowel het waterschap de Polder van Berlicum als waterschap het Stroomgebied van de Aa en Noord-Oostelijk Noord-Brabant. En omdat de dreiging van een overstroming van de Maas minder groot was geworden door de verplaatsing van de Maasmonding, vond men een apart bestuur niet meer nodig. Het duurde echter tot 1 juli 1952 voordat het waterschap per provinciaal besluit werd opgeheven. De meeste waterleidingen en kunstwerken werden overgenomen door de gemeenten Berlicum en Rosmalen. Alleen de waterleiding de Opgraaf en de bijbehorende kunstwerken werden door het waterschap Het Stroomgebied van de Aa overgenomen. Dat gold ook voor de overige eigendommen, rechten, schulden, lasten en verplichtingen van het waterschap.